# Trio Kandinsky
El Trio Kandinsky és una formació instrumental de cambra integrada pel pianista Emili Brugalla, el violinista Corrado Bolsi i la violoncel·lista Amparo Lacruz, que va iniciar les seves activitats el 1999, en el marc dels concerts inaugurals de l'Auditori de Barcelona.
Amb una trajectòria consolidada, aquest trio ha dut la seva música a escenaris destacats de tot l’Estat i ha participat en festivals internacionals de renom. Ha fet gires per diversos continents, incloent-hi Europa, Amèrica, Àsia i el Pròxim Orient. Durant cinc anys, va tenir una residència artística a l’Auditori Pau Casals del Vendrell, des d’on els seus concerts es van poder escoltar arreu gràcies a diverses retransmissions. La seva discografia, enregistrada per segells com Anacrusi, Centaur Records i Columna Música, recull un ampli ventall d’autors, des de figures clàssiques com Clara Schumann, Brahms i Granados fins a compositors del segle XX com Schönberg, Gerhard, Homs o Guinjoan.
Imparteix classes magistrals i cursos per diversos conservatoris i universitats i és Trio en residència al Conservatori del Liceu de Barcelona.
Han gravat els àlbums:
- Trios de Compositors Catalans (Cassadó, Gerhard, Montsalvatge, Granados) (2004)
- Schönberg i Barcelona (2008)
- Joan Guinjoan: Música de cambra (2009)
- Clara Schumann i Johannes Brhams (2010)